# Deutscher Amateur-Radio-Club
Der Deutsche Amateur-Radio-Club e. V. (DARC) ist mit rund 31.600 Mitgliedern Deutschlands größter Amateurfunkverband.

## Struktur und Zahlen

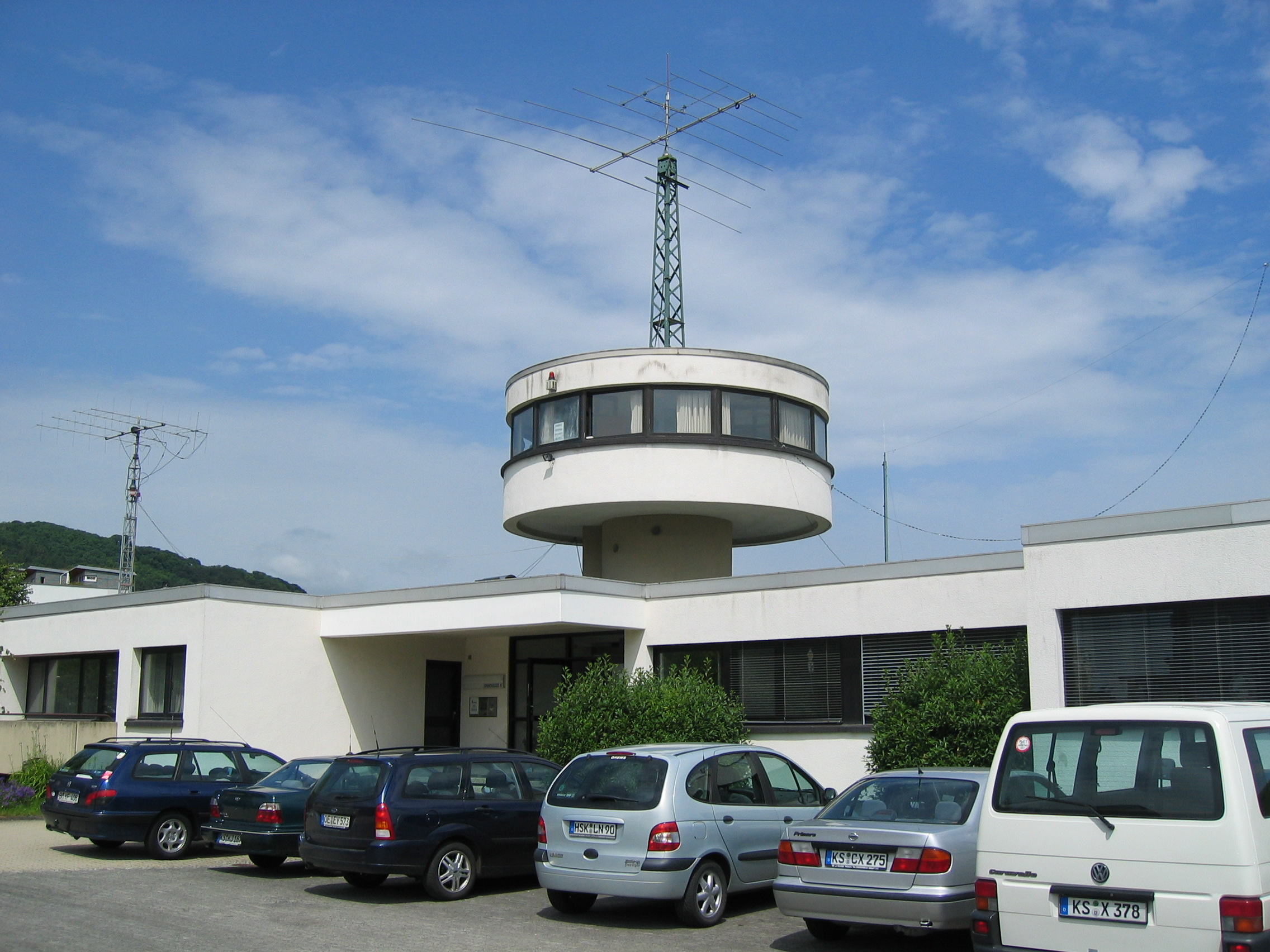
Das Amateurfunkzentrum (AFZ) in Baunatal

Der DARC gliedert sich in 24 Distrikte und rund 1000 Ortsverbände (siehe auch: Distrikts-Ortsverbandskenner). Die Distrikte sind mit Buchstaben gekennzeichnet; die Ortsverbände sind je einem Distrikt zugeordnet und innerhalb des Distrikts durchnummeriert. Der Distriktskenner und die Nummer bilden den Distrikts- und Ortsverbands-Kenner (DOK), z. B. A01, der als Kurzbezeichnung für den Ortsverband benutzt und für Amateurfunkdiplome verwendet wird (siehe auch: DARC-Amateurfunkdiplome).
Der Verband der Funkamateure in Telekommunikation und Post – VFDB e. V. ist dem DARC korporativ angeschlossen. Seine etwa 2000 Mitglieder in 97 Ortsverbänden (Stand Mai 2024) können zusätzlich DARC-Mitglied werden und werden bei der Vermittlung von QSL-Karten unter dem sich über das gesamte Bundesgebiet erstreckenden Distriktskenner Z (z. B. DOK Z01) geführt.
Der 1. Vorsitzende und der zwei- bis fünfköpfige Vorstand wird zweijährlich auf der Mitgliederversammlung gewählt. Die Hauptversammlung, auch Amateurrat genannt, besteht aus den Vorsitzenden der Distrikte einschließlich VFDB. Die Ortsverbandsvorsitzenden eines Distrikts wählen den Distriktsvorsitzenden.
Ein fest angestellter Geschäftsführer leitet das Tagesgeschäft des Vereins. Die Geschäftsstelle des DARC, die Redaktion der Mitgliederzeitschrift CQ DL und die QSL-Kartenvermittlung haben ihren Sitz im Amateurfunkzentrum (AFZ) im nordhessischen Baunatal.
Der Jahresbeitrag für die Clubmitgliedschaft beträgt 105 €. Es gibt Ermäßigungen für jugendliche Mitglieder in Ausbildung, Schwerbehinderte und Mitglieder mit geringem Einkommen (52,80 €). Seit 2013 gibt es die Möglichkeit, freiwillig in eine PRO-Mitgliedschaft mit einem erhöhten Jahresbeitrag (156 €) zu wechseln. Der zusätzliche Beitrag wird für besondere Amateurfunk-Projekte verwendet.
Etwa 1,5 % der Mitglieder haben keine Amateurfunkgenehmigung, weil sie sich auf das Hören beschränken (Short Wave Listener, SWL) oder sich auf die Amateurfunkprüfung vorbereiten.
Obwohl einige Ortsverbände neue Mitglieder verzeichnen, sinkt die Gesamtzahl der DARC-Mitglieder aller Ortsverbände.

## Zweck

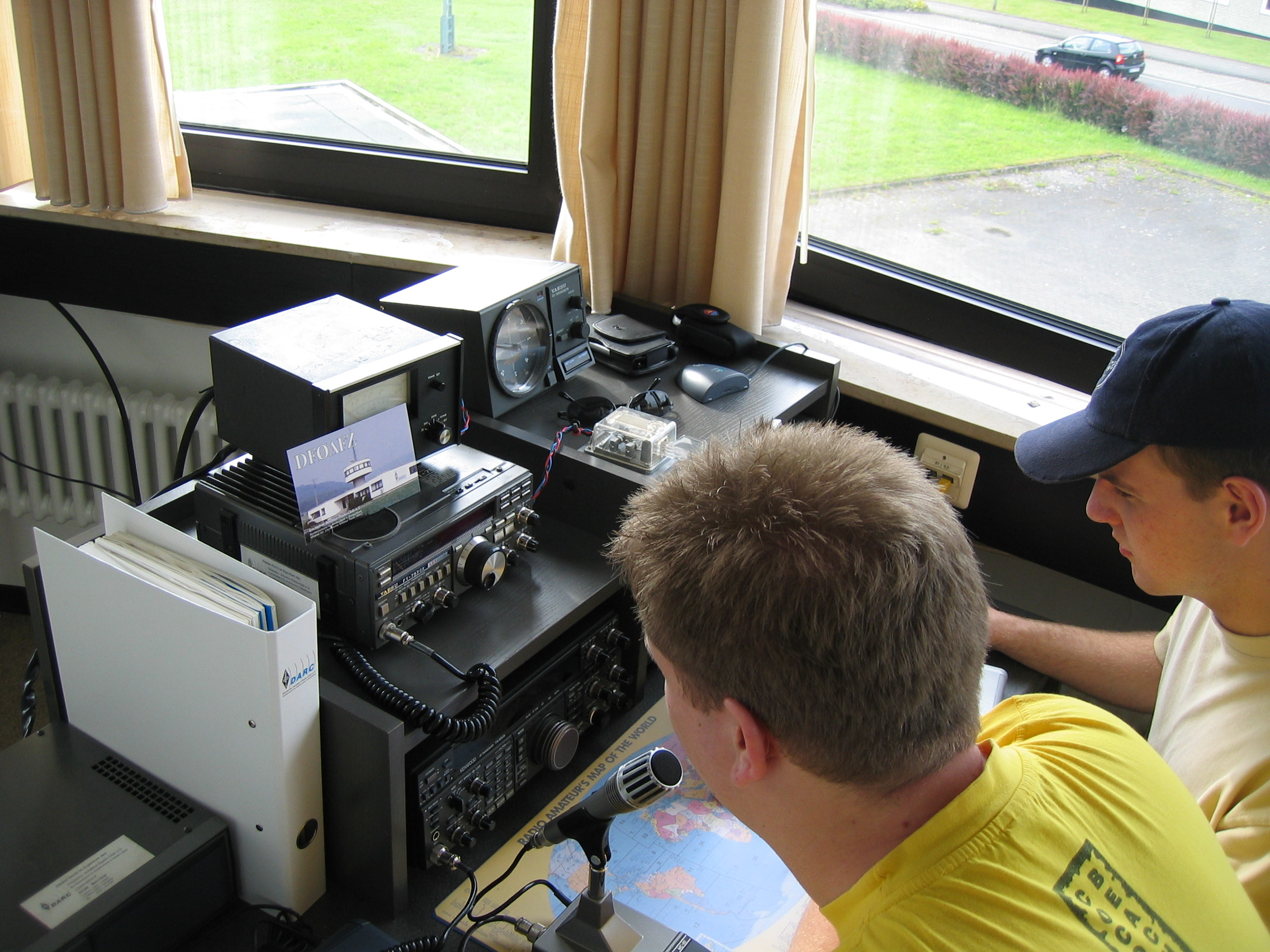
Zwei Funkamateure in der Geschäftsstelle des DARC

Die Aufgaben des Clubs sind es, den Amateurfunk zu fördern und die geeigneten Rahmenbedingungen für den Amateurfunkdienst zu schaffen.
Der Club verfolgt seine Ziele als eingetragener Verein (Vereinsregister beim Amtsgericht Kassel Nr. 1314) gemäß folgendem Auszug aus der Satzung (zusammengefasst):

„1. Der Club […] verfolgt ausschließlich und unmittelbar gemeinnützige Zwecke […].

2. Zweck des Clubs und seiner Untergliederungen […] ist die Förderung des Amateurfunkens. Der Satzungszweck wird verwirklicht, insbesondere durch die Förderung
a) von Wissenschaft und Forschung.
b) der Bildung und Erziehung.
c) der Unterstützung der Behörden beim Aufbau von Nachrichtenverbindungen in Katastrophenfällen und zwar unter Ausschluss gesellschaftlicher Unterschiede sowie politischer, militärischer oder kommerzieller Zwecke (vgl. Notfunk).
d) der Völkerverständigung.
3. Aufgabe des Clubs […] ist es, seine Mitglieder zu befähigen, diesen Zielen zu dienen und sie zu verwirklichen.“

## Allgemeine Serviceleistungen
Wichtigste Leistungen für seine Mitglieder sind die Vermittlung von QSL-Karten, die monatliche Zeitschrift CQ DL und die Ausrichtung von Amateurfunkwettbewerben (Contests).
Weiterhin zählt die Aktivität der Mitglieder im Ortsverband zu den wichtigen Leistungen des DARC. Es gibt erfolgreiche Beispiele von Ortsverbänden, die während der regelmäßigen OV-Abende u. a. technische Vorträge anbieten, gemeinsame Fielddays organisieren, Jugendbastelaktionen entweder selbstständig oder zusammen mit Schulen und anderen Ortsverbänden auf die Beine stellen, Antennenbauseminare für Mitglieder entwickeln, gemeinsam an Funkwettbewerben teilnehmen und vieles mehr. Diese Aktivitäten vor Ort sind ein wesentliches Grundmerkmal des DARC.
Zur Gewinnung von Nachwuchs werden technikinteressierte Menschen an die Funktechnik herangeführt. In einigen seiner Ortsverbände bietet der Club Ausbildungskurse für die Amateurfunkprüfung bei der Bundesnetzagentur an. Darüber hinaus organisiert der Verein einen Fernlehrgang, bei dem der Teilnehmer neben den Lerneinheiten auf die Unterstützung von sogenannten Afu-Paten zurückgreifen kann, die in der Datenbank des DARC als Helfer eingetragen sind.
Der Verein verfügt auf Bundesebene, in den Distrikten und in vielen Ortsverbänden über eine Vielzahl von Ansprechpartnern, die technische und juristische Unterstützung leisten können.
Als der deutsche Mitgliedsverband der IARU (pro Land ist nur ein Verband als Mitglied zulässig) nimmt er für sich in Anspruch und steht auch in der Pflicht, die Interessen der deutschen Funkamateure und teilweise auch die der Kurzwellenhörer zu vertreten. Die Lobbyarbeit in der Politik wird in Zusammenarbeit mit anderen Amateurfunk-Vereinen vom Runden Tisch Amateurfunk betrieben.

### DE-Kennzeichen für Kurzwellenhörer im DARC
Die DE-Prüfung und das danach vergebene Kennzeichen soll zur Teilnahme als Funkempfangsamateur am internationalen Amateurfunkdienst ermutigen. Mit dem DE-Kennzeichen wird die Vermittlung von QSL-Karten deutlich vereinfacht und man kann auch als SWL seine Empfangsleistungen mit Hörerdiplomen dokumentieren, wenn man die benötigten QSL-Karten gesammelt hat.
Vor der Zuteilung von DE-Kennzeichen müssen die Grundlagen des Kurzwellen-Empfangs nachgewiesen werden. Das Niveau der Prüfung liegt dabei noch deutlich unter dem der einfachsten Amateurfunkprüfung. In Amateurfunkkursen wird die DE-Prüfung oft als kleine Zwischenprüfung abgenommen. Geprüft werden die einfachsten Grundlagen auf den Gebieten:
- Ausfüllen von QSL-Karten
- Gesetzliche Bestimmungen (z. B. Amateurfunkgesetz und Amateurfunkverordnung)
- Amateurfunkbetriebstechnik
- Elektronik
- Organisation des Amateurfunkdienstes

### QSL-Karten
Viele Funkamateure pflegen einen regen Austausch von QSL-Karten. Der Versand jeder einzelnen QSL-Karte als Postkarte würde hohe Kosten verursachen und in einigen Ländern besteht auch das Problem, dass das Postwesen nicht genug ausgebaut ist, um eine zuverlässige Zustellung zu gewährleisten. Der DARC sammelt die QSL-Karten der Mitglieder aus den einzelnen Ortsverbänden. Diese Sammlungen werden zum Amateurfunkzentrum nach Baunatal verschickt und dort zentral sortiert und den QSL-Büros in der ganzen Welt zugestellt. Für Deutschland hat der DARC das zentrale QSL-Büro. Die ausländischen QSL-Karten und die QSL-Karten von deutschen für deutsche Funkamateure und Kurzwellenhörer im DARC werden zentral sortiert und wiederum als Sammelpaket an die einzelnen Ortsverbände zur Verteilung zugeschickt.

## Radio DARC
Seit März 2015 produziert der Verein auch Radiosendungen in der Form zugelieferter Programmbeiträge (also ohne selbst als eigenständiger Medienanbieter aufzutreten) unter dem Motto „Von Funkamateuren für Funkamateure“. Sie werden unter dem Namen Radio DARC als Webradio und über mehrere UKW- und Kurzwellenstationen auf Frequenzen in den Rundfunkbändern ausgestrahlt.
Die Hauptsendung wird jeden Sonntag von 11 bis 12 Uhr Lokalzeit auf 6070 kHz über das Sendezentrum des ORF in Moosbrunn (Wien-Umgebung) mit 100 kW ERP ausgestrahlt. Gleichzeitig wird die Sendung auf 9670 kHz über Channel292 aus Ingolstadt mit 10 kW ausgestrahlt. Dazu kommen tägliche Wiederholungen um 20 Uhr auf 3955 kHz und montags um 17 Uhr auf 9670 kHz, ebenfalls aus Ingolstadt mit 10 kW. (Die Zeitangaben sich alle Lokalzeit, also MEZ/MESZ.) Als Beispiel für die UKW-Aussendung wurde das Freie Radioprogramm RundFunk Meißner, das auch auf der Internetseite als einer der medienrechtlichen Träger angegeben ist, explizit im Intro der Sendung genannt, weitere Ausstrahlungen werden auf der entsprechenden Internetseite des DARC aufgeführt.
Wegen der Abschaltung der Sendeanlage Moosbrunn, wird das Programm von Radio DARC ab dem Jahr 2025 von 11 bis 12 Uhr Lokalzeit auf 9670 kHz über die Sendeanlage Woofferton ausgestrahlt.
Redakteur ist Rainer Englert, DF2NU. Technische Beiträge wie die „Technik-Ecke“ liegen oft in Inhalt und Ausdrucksweise sehr nah an entsprechenden Wikipedia-Artikeln; eine Quellenangabe „Some transmissions used Wikipedia Free Encyclopedia as a source“ erfolgt üblicherweise nur auf der Internetseite „Mitschnitte vergangener Sendungen“.

## Geschichte
Am 28. Juli 1925 wurde der erste überregionale deutsche Amateurfunkverband, der Deutsche Funktechnische Verband (DFTV) gegründet. Abraham Esau, EK4AAL, war sein erster Präsident.
Der Verein ist im September 1950 als Verband der deutschen Funkamateure wiedergegründet worden. Nach dem Zweiten Weltkrieg hatten sich acht regionale DARC-Clubs gegründet. Dem Zusammenschluss gingen langwierige Verhandlungen voraus. Auf der vier Tage dauernden großen Kurzwellentagung in Bad Homburg vor der Höhe wurde der DARC am 10. September gegründet.

### Präsidenten
- Richard Auerbach, DL1FK (1950–1951), Schriftleiter DL-QTC 1951–1976 DE 3831, ex D4CIJ
- Rudolf Rapke, DL1WA (1951–1961), Ehrenpräsident bis 1973, Präsident des DARC/BZ 1946–1951, DE 0356, ex D4BWJ
- Karl Schultheiß, DL1QK (1961–1970)

### 1. Vorsitzende
- Herbert Picolin, DL3NE (1961–1965)
- Walter Speckmann, DJ5UD (1965–1967)
- Herbert Picolin, DL3NE (1967–1969)
- Jürgen Netzer, DL3YH (1969–1974)
- Josef Kaiser, DK1QZ (1974)
- Otto Sailer, DL8AJ, ex 9S4AJ (1974–1977)
- Philipp Lessig, DK3LP (1977–1985)
- Karl Taddey, DL1PE (1985–1989)
- Günter Matz, DJ8BN (1989–1992)
- Horst Ellgering, DL9MH (1992–1997)
- Erhard Vögele, DK9HU, DE2KEV (1997–2001)
- Jochen Hindrichs, DL9KCX (2001–2009)
- Walter Schlink, DL3OAP (2009–2010)
- Jürgen Sturhahn, DL8LE (kommissarisch 2010)
- Steffen Schöppe, DL7ATE (2010–2019)
- Christian Entsfellner, DL3MBG (seit 2019)